# قانون منظمة التجارة حول العالم
المركز الاستشاري لقانون منظمة التجارة العالمية ( ACWL ) هو منظمة عالمية تم تأسيسها في سنة ٢٠٠١ لاعطاء المشورة القانونية فيما يخص قانون منظمة التجارة العالمية، ودعم إجراءات تسوية المنازعات في منظمة التجارة العالمية والتدريب على قانون منظمة التجارة العالمية لأقل البلدان نمواً ، والبلدان النامية والأقاليم الجمركية والبلدان ذات الاقتصادات. في مرحلة انتقالية.
ضم المركز، الذي يقع مقره في جنيف ، ٣٧ عضوًا، 11 عضوًا من البلدان المتقدمة (انضمت أستراليا في عام ٢٠١١)، و ٢٧ عضوًا يحق لهم الحصول على خدمات ACWL ( تعني البلدان النامية أو المناطق الجمركية النامية أو الاقتصادات التي تمر بمرحلة انتقالية كما هو مدرج في الملحق الثاني لاتفاقية إنشاء المركز). يحق لأقل البلدان نموا الحصول على خدمات ACWL دون الحاجة إلى أن تصبح أعضاء فيها.

## الأساس في القانون
تم تأسيس المركز عبر اتفاقية إنشاء المركز الاستشاري لقانون منظمة التجارة العالمية ، والتي تم عقدها في عام 1999.

## الهيكل المؤسس
الجمعية العموم ومجلس الإدارة وايضا المدير التنفيذي.
تتكون الجمعية العامة من أعضاء الرابطة وتراقب الإدارة المالية للمركز ، وتعقد ميزانيتها السنوية ، وتشرف على سير عملها.
يتكون مجلس الإدارة من عدد ستة أشخاص يعملون بصفتهم الشخصية: منهم ثلاثة تم ترشيحهم من قبل الدول النامية والاقتصاديات التي تمر بمرحلة انتقالية ، و اثنان من خلال الدول متقدمة الأعضاء في ACWL ، و واحد من خلال أقل البلدان نموا. يتخذ المجلس القرارات الخاصة بتشغيل المركز بكفاءة عالية وفعالية ويبعث بتقاريره إلى الجمعية العامة.
المدير التنفيذي يمثل المركز خارجيًا ، ويكلف الموظفين ويدير العمليات اليومية لـ ACWL. بحكم منصبه عضو في مجلس الإدارة.

## الروابط الخارجية
- الموقع الرسمي
- كيم فان دير بورغت (1999) ، "المركز الاستشاري لقانون منظمة التجارة العالمية: تعزيز العدالة والمساواة" ، مجلة القانون الاقتصادي الدولي ، 2 (4) ، 723-728.
- فابيو سبادي (2001) ، "Il centro Consultivo sul diritto dell'Organizzazione mondiale del commercio"[وصلة مكسورة] ، Diritto del commercio internazionale 15 (3)، 767-775. (بالإيطالية)